# 尹忠
尹忠（？—前29年），字子宾，魏郡人，西漢御史大夫。
汉元帝初元四年（前45年）尹忠为廷尉，在任十四年，转任诸吏光禄大夫，汉成帝建始三年（前30年）十月，光祿大夫尹忠为御史大夫，取代張譚。建始四年（前29年）十月，尹忠河决渎职，对答汉成帝提问的策略不切实际，汉成帝狠狠责备了他，尹忠于是自杀。由张忠接替担任御史大夫。
| 西漢        |                            |             |
| 漢帝國官銜  |                            |             |
| 前任： 陈遂 | 西汉廷尉 前45年—前31年     | 繼任： 何寿 |
| 前任： 張譚 | 西汉御史大夫 前30年—前29年 | 繼任： 张忠 |